# Grand Prix USA 2023
Grand Prix USA 2023 (oficiálně Formula 1 Lenovo United States Grand Prix 2023 ) se jela na okruhu Amerik v Austinu v Texasu ve Spojených státech amerických dne 22. října 2023. Závod byl osmnáctým v pořadí v sezóně 2023 šampionátu Formule 1 a pátým ze šesti víkendů v roce 2023 se sprintovým formátem.
Závod i sprint vyhrál Max Verstappen. Lewis Hamilton a Charles Leclerc byli diskvalifikováni kvůli nadměrnému opotřebení desky na podlaze vozu. Logan Sargeant díky tomu získal svůj první bod v kariéře.

## Kvalifikace
Kvalifikace se uskutečnila 20. října 2023 v 16:00 místního času (UTC−5).
| Poř.                        | Č. | Jezdec           | Konstruktér                  | Časy v kvalifikaci | Časy v kvalifikaci | Časy v kvalifikaci | Pořadí na startu |
| Poř.                        | Č. | Jezdec           | Konstruktér                  | Q1                 | Q2                 | Q3                 | Pořadí na startu |
| --------------------------- | -- | ---------------- | ---------------------------- | ------------------ | ------------------ | ------------------ | ---------------- |
| 1                           | 16 | Charles Leclerc  | Ferrari                      | 1:36.061           | 1:35.004           | 1:34.723           | 1                |
| 2                           | 4  | Lando Norris     | McLaren-Mercedes             | 1:35.110           | 1:35.441           | 1:34.853           | 2                |
| 3                           | 44 | Lewis Hamilton   | Mercedes                     | 1:35.091           | 1:35.240           | 1:34.862           | 3                |
| 4                           | 55 | Carlos Sainz Jr. | Ferrari                      | 1:35.824           | 1:35.302           | 1:34.945           | 4                |
| 5                           | 63 | George Russell   | Mercedes                     | 1:36.165           | 1:35.606           | 1:35.079           | 5                |
| 6                           | 1  | Max Verstappen   | Red Bull Racing-Honda RBPT   | 1:35.346           | 1:35.008           | 1:35.081           | 6                |
| 7                           | 10 | Pierre Gasly     | Alpine-Renault               | 1:36.158           | 1:35.496           | 1:35.089           | 7                |
| 8                           | 31 | Esteban Ocon     | Alpine-Renault               | 1:36.131           | 1:35.413           | 1:35.154           | 8                |
| 9                           | 11 | Sergio Pérez     | Red Bull Racing-Honda RBPT   | 1:35.989           | 1:35.679           | 1:35.173           | 9                |
| 10                          | 81 | Oscar Piastri    | McLaren-Mercedes             | 1:36.064           | 1:35.576           | 1:35.467           | 10               |
| 11                          | 22 | Júki Cunoda      | AlphaTauri-Honda RBPT        | 1:35.913           | 1:35.697           |                    | 11               |
| 12                          | 24 | Čou Kuan-jü      | Alfa Romeo-Ferrari           | 1:36.052           | 1:35.698           |                    | 12               |
| 13                          | 77 | Valtteri Bottas  | Alfa Romeo-Ferrari           | 1:36.082           | 1:35.858           |                    | 13               |
| 14                          | 20 | Kevin Magnussen  | Haas-Ferrari                 | 1:36.009           | 1:35.880           |                    | PL               |
| 15                          | 3  | Daniel Ricciardo | AlphaTauri-Honda RBPT        | 1:36.213           | 1:35.974           |                    | 14               |
| 16                          | 27 | Nico Hülkenberg  | Haas-Ferrari                 | 1:36.235           |                    |                    | PL               |
| 17                          | 14 | Fernando Alonso  | Aston Martin Aramco-Mercedes | 1:36.268           |                    |                    | PL               |
| 18                          | 23 | Alexander Albon  | Williams-Mercedes            | 1:36.315           |                    |                    | 15               |
| 19                          | 18 | Lance Stroll     | Aston Martin Aramco-Mercedes | 1:36.589           |                    |                    | PL               |
| 20                          | 2  | Logan Sargeant   | Williams-Mercedes            | 1:36.827           |                    |                    | 16               |
| 107 % času vítěze: 1:41.747 |    |                  |                              |                    |                    |                    |                  |
| Zdroj:                      |    |                  |                              |                    |                    |                    |                  |

Poznámky
1. ↑  Kevin Magnussen se kvalifikoval jako 14., ale musel odstartovat z pit lane poté, co byly na jeho monopostu instalovány nové komponenty během parc fermé.
2. ↑  Nico Hülkenberg se kvalifikoval jako 16., ale musel odstartovat z pit lane poté, co byly na jeho monopostu instalovány nové komponenty během parc fermé.
3. ↑  Fernando Alonso se kvalifikoval jako 17., ale musel odstartovat z pit lane poté, co byly na jeho monopostu instalovány nové komponenty během parc fermé.
4. ↑  Lance Stroll se kvalifikoval jako 19., ale musel odstartovat z pit lane poté, co byly na jeho monopostu instalovány nové komponenty během parc fermé.

## Sprintový rozstřel
Sprintový rozstřel se uskutečnil 21. října 2023 ve 12:30 místního času (UTC−5).
| Poř.                        | Č. | Jezdec           | Konstruktér                  | Časy v kvalifikaci | Časy v kvalifikaci | Časy v kvalifikaci | Pořadí na startu |
| Poř.                        | Č. | Jezdec           | Konstruktér                  | SQ1                | SQ2                | SQ3                | Pořadí na startu |
| --------------------------- | -- | ---------------- | ---------------------------- | ------------------ | ------------------ | ------------------ | ---------------- |
| 1                           | 1  | Max Verstappen   | Red Bull Racing-Honda RBPT   | 1:35.997           | 1:35.181           | 1:34.538           | 1                |
| 2                           | 16 | Charles Leclerc  | Ferrari                      | 1:35.999           | 1:35.386           | 1:34.593           | 2                |
| 3                           | 44 | Lewis Hamilton   | Mercedes                     | 1:36.393           | 1:35.887           | 1:34.607           | 3                |
| 4                           | 4  | Lando Norris     | McLaren-Mercedes             | 1:36.499           | 1:35.594           | 1:34.639           | 4                |
| 5                           | 81 | Oscar Piastri    | McLaren-Mercedes             | 1:36.703           | 1:35.753           | 1:34.894           | 5                |
| 6                           | 55 | Carlos Sainz Jr. | Ferrari                      | 1:36.268           | 1:35.542           | 1:34.939           | 6                |
| 7                           | 11 | Sergio Pérez     | Red Bull Racing-Honda RBPT   | 1:36.347           | 1:35.718           | 1:35.041           | 7                |
| 8                           | 63 | George Russell   | Mercedes                     | 1:36.281           | 1:35.847           | 1:35.199           | 11               |
| 9                           | 23 | Alexander Albon  | Williams-Mercedes            | 1:36.230           | 1:35.947           | 1:35.366           | 8                |
| 10                          | 10 | Pierre Gasly     | Alpine-Renault               | 1:36.595           | 1:35.785           | 1:35.897           | 9                |
| 11                          | 3  | Daniel Ricciardo | AlphaTauri-Honda RBPT        | 1:36.737           | 1:35.978           |                    | 10               |
| 12                          | 14 | Fernando Alonso  | Aston Martin Aramco-Mercedes | 1:36.365           | 1:36.087           |                    | 12               |
| 13                          | 31 | Esteban Ocon     | Alpine-Renault               | 1:36.372           | 1:36.137           |                    | 13               |
| 14                          | 18 | Lance Stroll     | Aston Martin Aramco-Mercedes | 1:36.575           | 1:36.181           |                    | 14               |
| 15                          | 24 | Čou Kuan-jü      | Alfa Romeo-Ferrari           | 1:36.554           | 1:36.182           |                    | 15               |
| 16                          | 27 | Nico Hülkenberg  | Haas-Ferrari                 | 1:36.749           |                    |                    | 16               |
| 17                          | 20 | Kevin Magnussen  | Haas-Ferrari                 | 1:36.922           |                    |                    | 17               |
| 18                          | 77 | Valtteri Bottas  | Alfa Romeo-Ferrari           | 1:36.922           |                    |                    | 18               |
| 19                          | 22 | Júki Cunoda      | AlphaTauri-Honda RBPT        | 1:36.945           |                    |                    | 19               |
| 20                          | 2  | Logan Sargeant   | Williams-Mercedes            | 1:37.186           |                    |                    | 20               |
| 107 % času vítěze: 1:42.716 |    |                  |                              |                    |                    |                    |                  |
| Zdroj:                      |    |                  |                              |                    |                    |                    |                  |

Poznámky
1. ↑  George Russell obdržel penalizaci 3 míst na startu za zdržení Charlese Leclerca v SQ1.
2. 1 2  Kevin Magnussen a Valtteri Bottas stanovili identický čas. Magnussen se kvalifikoval do SQ2, jelikož tento čas zajel dříve.

## Sprint
Sprint se uskutečnil 21. října 2023 v 17:00 místního času (UTC−5).
| Poř.                                                                                | No. | Jezdec           | Konstruktér                  | Počet kol | Čas/Odstoupení | Start | Body |
| ----------------------------------------------------------------------------------- | --- | ---------------- | ---------------------------- | --------- | -------------- | ----- | ---- |
| 1                                                                                   | 1   | Max Verstappen   | Red Bull Racing-Honda RBPT   | 19        | 31:30.849      | 1     | 8    |
| 2                                                                                   | 44  | Lewis Hamilton   | Mercedes                     | 19        | +9.465         | 3     | 7    |
| 3                                                                                   | 16  | Charles Leclerc  | Ferrari                      | 19        | +17.987        | 2     | 6    |
| 4                                                                                   | 4   | Lando Norris     | McLaren-Mercedes             | 19        | +18.863        | 4     | 5    |
| 5                                                                                   | 11  | Sergio Pérez     | Red Bull Racing-Honda RBPT   | 19        | +22.928        | 7     | 4    |
| 6                                                                                   | 55  | Carlos Sainz Jr. | Ferrari                      | 19        | +28.307        | 6     | 3    |
| 7                                                                                   | 10  | Pierre Gasly     | Alpine-Renault               | 19        | +32.403        | 9     | 2    |
| 8                                                                                   | 63  | George Russell   | Mercedes                     | 19        | +34.250        | 11    | 1    |
| 9                                                                                   | 23  | Alexander Albon  | Williams-Mercedes            | 19        | +34.567        | 8     |      |
| 10                                                                                  | 81  | Oscar Piastri    | McLaren-Mercedes             | 19        | +42.403        | 5     |      |
| 11                                                                                  | 31  | Esteban Ocon     | Alpine-Renault               | 19        | +44.986        | 13    |      |
| 12                                                                                  | 3   | Daniel Ricciardo | AlphaTauri-Honda RBPT        | 19        | +45.509        | 10    |      |
| 13                                                                                  | 14  | Fernando Alonso  | Aston Martin Aramco-Mercedes | 19        | +49.086        | 12    |      |
| 14                                                                                  | 22  | Júki Cunoda      | AlphaTauri-Honda RBPT        | 19        | +49.733        | 19    |      |
| 15                                                                                  | 27  | Nico Hülkenberg  | Haas-Ferrari                 | 19        | +56.650        | 16    |      |
| 16                                                                                  | 77  | Valtteri Bottas  | Alfa Romeo-Ferrari           | 19        | +1:04.401      | 18    |      |
| 17                                                                                  | 24  | Čou Kuan-jü      | Alfa Romeo-Ferrari           | 19        | +1:07.972      | 15    |      |
| 18                                                                                  | 20  | Kevin Magnussen  | Haas-Ferrari                 | 19        | +1:11.122      | 17    |      |
| 19                                                                                  | 2   | Logan Sargeant   | Williams-Mercedes            | 19        | +1:11.449      | 20    |      |
| Ret                                                                                 | 18  | Lance Stroll     | Aston Martin Aramco-Mercedes | 16        | Brzdy          | 14    |      |
| Nejrychlejší kolo: Max Verstappen (Red Bull Racing-Honda RBPT) – 1:39.060 (2. kolo) |     |                  |                              |           |                |       |      |
| Zdroj:                                                                              |     |                  |                              |           |                |       |      |

Poznámky
1. ↑  George Russell skončil 7., ale obdržel penalizaci 5 sekund za opuštění trati a získání výhody.
2. ↑  Čou Kuan-jü skončil 16., ale obdržel penalizaci 5 sekund za opuštění trati a získání výhody.

## Závod
Závod se uskutečnil 22. října 2023 ve 14:00 místního času (UTC−5).
| Poř.                                                                         | No. | Jezdec           | Konstruktér                  | Počet kol | Čas/Odstoupení            | Start | Body |
| ---------------------------------------------------------------------------- | --- | ---------------- | ---------------------------- | --------- | ------------------------- | ----- | ---- |
| 1                                                                            | 1   | Max Verstappen   | Red Bull Racing-Honda RBPT   | 56        | 1:35:21.362               | 6     | 25   |
| 2                                                                            | 4   | Lando Norris     | McLaren-Mercedes             | 56        | +10.730                   | 2     | 18   |
| 3                                                                            | 55  | Carlos Sainz Jr. | Ferrari                      | 56        | +15.134                   | 4     | 15   |
| 4                                                                            | 11  | Sergio Pérez     | Red Bull Racing-Honda RBPT   | 56        | +18.460                   | 9     | 12   |
| 5                                                                            | 63  | George Russell   | Mercedes                     | 56        | +24.999                   | 5     | 10   |
| 6                                                                            | 10  | Pierre Gasly     | Alpine-Renault               | 56        | +47.996                   | 7     | 8    |
| 7                                                                            | 18  | Lance Stroll     | Aston Martin Aramco-Mercedes | 56        | +48.696                   | PL    | 6    |
| 8                                                                            | 22  | Júki Cunoda      | AlphaTauri-Honda RBPT        | 56        | +1:14.385                 | 11    | 5    |
| 9                                                                            | 23  | Alexander Albon  | Williams-Mercedes            | 56        | +1:26.714                 | 15    | 2    |
| 10                                                                           | 2   | Logan Sargeant   | Williams-Mercedes            | 56        | +1:27.998                 | 16    | 1    |
| 11                                                                           | 27  | Nico Hülkenberg  | Haas-Ferrari                 | 56        | +1:29.904                 | PL    |      |
| 12                                                                           | 77  | Valtteri Bottas  | Alfa Romeo-Ferrari           | 56        | +1:38.601                 | 13    |      |
| 13                                                                           | 24  | Čou Kuan-jü      | Alfa Romeo-Ferrari           | 56        | +1 lap                    | 12    |      |
| 14                                                                           | 20  | Kevin Magnussen  | Haas-Ferrari                 | 55        | +1 lap                    | PL    |      |
| 15                                                                           | 3   | Daniel Ricciardo | AlphaTauri-Honda RBPT        | 55        | +1 lap                    | 14    |      |
| Ret                                                                          | 14  | Fernando Alonso  | Aston Martin Aramco-Mercedes | 49        | Podlaha                   | PL    |      |
| Ret                                                                          | 81  | Oscar Piastri    | McLaren-Mercedes             | 10        | Chladič                   | 10    |      |
| Ret                                                                          | 31  | Esteban Ocon     | Alpine-Renault               | 6         | Následky nehody           | 8     |      |
| DSQ                                                                          | 44  | Lewis Hamilton   | Mercedes                     | 56        | Podlahová deska (+2.225)  | 3     |      |
| DSQ                                                                          | 16  | Charles Leclerc  | Ferrari                      | 56        | Podlahová deska (+24.662) | 1     |      |
| Nejrychlejší kolo: Júki Cunoda (AlphaTauri-Honda RBPT) – 1:38.139 (56. kolo) |     |                  |                              |           |                           |       |      |
| Zdroj:                                                                       |     |                  |                              |           |                           |       |      |

Poznámky
1. ↑  Včetně bodu za nejrychlejší kolo.
2. ↑  Alexander Albon obdržel penalizaci 5 sekund za překročení traťových limitů. Jeho konečná pozice tím nebyla ovlivněna.
3. 1 2  Lewis Hamilton a Charles Leclerc skončili na 2. a 6. místě, ale byli ze závodu diskvalifikováno pro nadměrné opotřebení desky na podlaze.

## Průběžné pořadí po závodě
|        | Pořadí | Jezdec           | Body |
| ------ | ------ | ---------------- | ---- |
|        | 1      | Max Verstappen*  | 466  |
|        | 2      | Sergio Pérez     | 240  |
|        | 3      | Lewis Hamilton   | 201  |
|        | 4      | Fernando Alonso  | 183  |
|        | 5      | Carlos Sainz Jr. | 171  |
| Zdroj: |        |                  |      |

|        | Pořadí | Konstruktér                  | Body |
| ------ | ------ | ---------------------------- | ---- |
|        | 1      | Red Bull Racing-Honda RBPT*  | 706  |
|        | 2      | Mercedes                     | 344  |
|        | 3      | Ferrari                      | 322  |
| 1      | 4      | McLaren-Mercedes             | 242  |
| 1      | 5      | Aston Martin Aramco-Mercedes | 236  |
| Zdroj: |        |                              |      |